# Rezervația naturală Srebărna
Rezervația Naturală Srebărna (Природен резерват Сребърна, Priroden rezervat Srebărna) este o rezervație naturală din nord-estul Bulgariei (Dobrogea de Sud), aflată lângă satul cu același nume, aflat la 18 km vest de Silistra și la 2 km sud de Dunăre. Ea cuprinde lacul Srebărna și zona înconjurătoare și se află pe Via Pontica, o rută de migrație a păsărilor între Europa și Africa.
Rezervația cuprinde 6 km² de arie protejată și o zonă-tampon de 5,4 km². Adâncimea lacului variază între 1 și 3 m. Există și un muzeu, unde este amenajată o colecție de păsări împăiate, specifice rezervației.

## Istorie
Deși lacul Srebărna a fost studiat de multe ori de biologi străini, primul om de știință bulgar care a fost interesat de el a fost Aleksi Petrov, care a vizitat rezervația în 1911. În 1913, întreaga Dobroge de Sud a fost anexată de România, revenind la Bulgaria în 1940, când Petrov a vizitat din nou lacul pentru a examina coloniile de păsări care cuibăreau acolo.

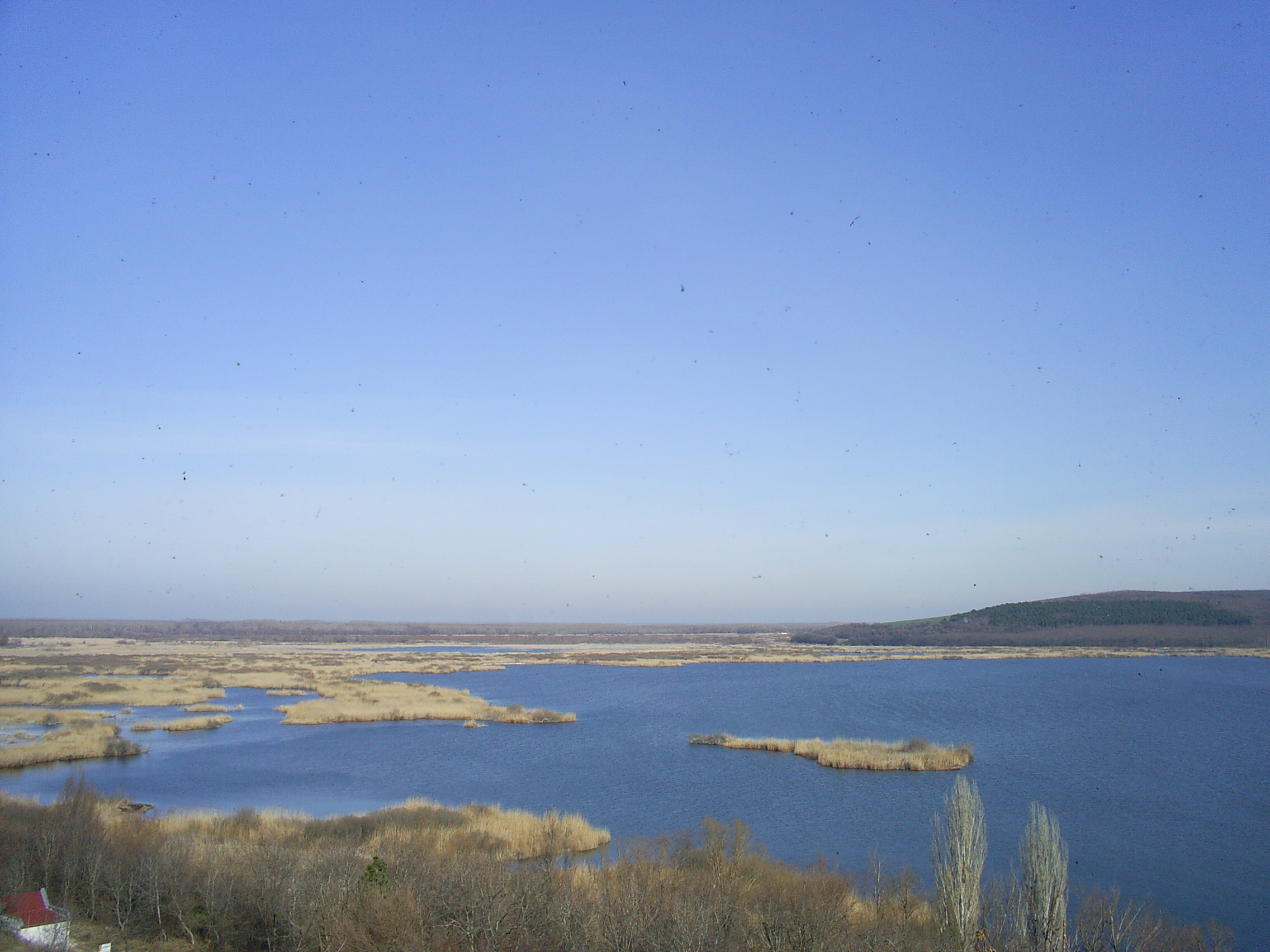
Vedere către rezervaţia Srebărna

Zona a fost declarată rezervație naturală în 1948 și este sit Ramsar din 1975. Rezervația a fost recunoscută ca parte a patrimoniului mondial de către UNESCO în 1983.

## Legende
Circulă mai multe mituri privind originea numelui lacului. Una este despre un han pe nume Srebrist, care a murit în vecinătate în timp ce ducea o luptă inegală cu pecenegii. O a doua vorbește despre o barcă plină cu argint (srebro în bulgară) de pe malurile lacului. O a treia, privită ca fiind cea mai plauzibilă, afirmă că numele provine de la reflecțiile argintii ale lunii pline pe suprafața lacului.

## Mediul înconjurător

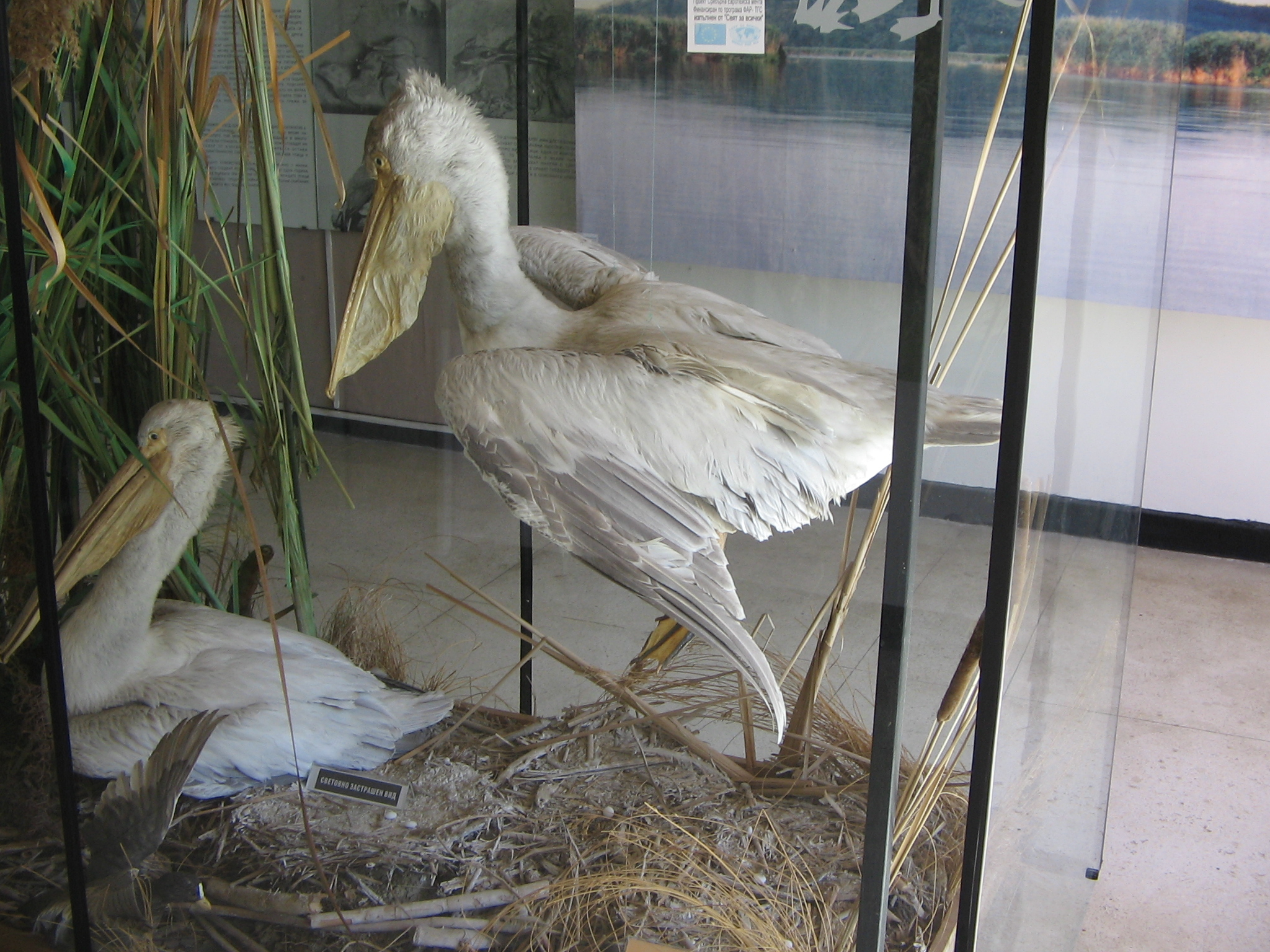
Pelicani împăiaţi în muzeu

### Flora
Există specii hidrofite, cum ar fi stuful din lac și din preajma lui. Rezervația găzduiește 139 de specii de plante, dintre care 11 sunt amenințate cu dispariția în afara teritoriului Srebarnei.

### Fauna
În zonă există o faună foarte variată. 39 de specii de mamifer, 21 de reptile și amfibieni și 10 de pești trăiesc în rezervație, care este cunoscută mai ales pentru cele 179 de specii de păsări care cuibăresc acolo, între care se numără pelicanul dalmat, lebăda mută, gâsca de vară, eretele de stuf, gușă albastră, egrete și cormorani.